# Asioditomyia japonica
Asioditomyia japonica är en tvåvingeart som först beskrevs av Mitsuhiro Sasakawa 1963.  Asioditomyia japonica ingår i släktet Asioditomyia och familjen hårvingsmyggor. Inga underarter finns listade i Catalogue of Life.